# تحية

كلمات التحية بلغات مختلفة

التحية هي شكل من أشكال التواصل الاجتماعي يسعى من خلالها الشخص للتعريف عن وجوده، أو لإظهار الاهتمام بالمحيطين، ولفت انتباههم. وغالباً ما تُسبق المحادثات الاجتماعية بالتحية، كما قد تستخدم التحية أيضا أثناء المرور بشخص آخر في طريق عام.
على الرغم من كون التحية عادة مرتبطة بشدة بالثقافة والأعراف الاجتماعية، وعلى الرغم من اختلاف التحية باختلاف المواقف وتباين أنواع التحية خلال الثقافة الواحدة، إلا أن التحية بصفة عامة موجودة في جميع الثقافات الإنسانية.
يمكن التعبير عن التحية شفهياً (بالنطق) أو جسدياً (من خلال الإشارة)، وعادة ما تتضمن خليطاً من الاثنين، كما أن التحية يمكن أن تكون بصورة مكتوبة كما في الخطابات والمراسلات.
تتضمن بعض الثقافات أو المجتمات السرية طقوساً سرية من بينها مصافحات سرية تمكن الأشخاص المنتمين لهذا المجتمع من التعرف على بعضهم البعض. وفي بعض الثقافات تستخدم نفس الكلمة في إلقاء التحية والوداع، مثل «السلام عليكم» في العربية وعند المسلمين، أو «احظَ بيوم جميل» {have a good day} في الإنجليزية، كما قد تستخدم مصافحة الأيدي أثناء التحية.

## من أشكال التحيات

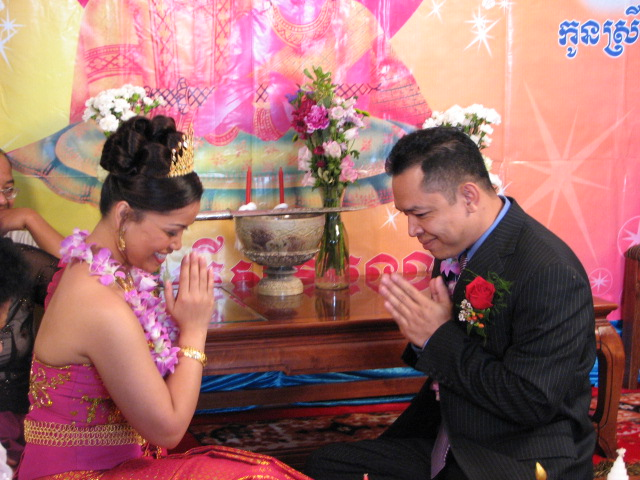
سامبيه (التحية الكمبودية)

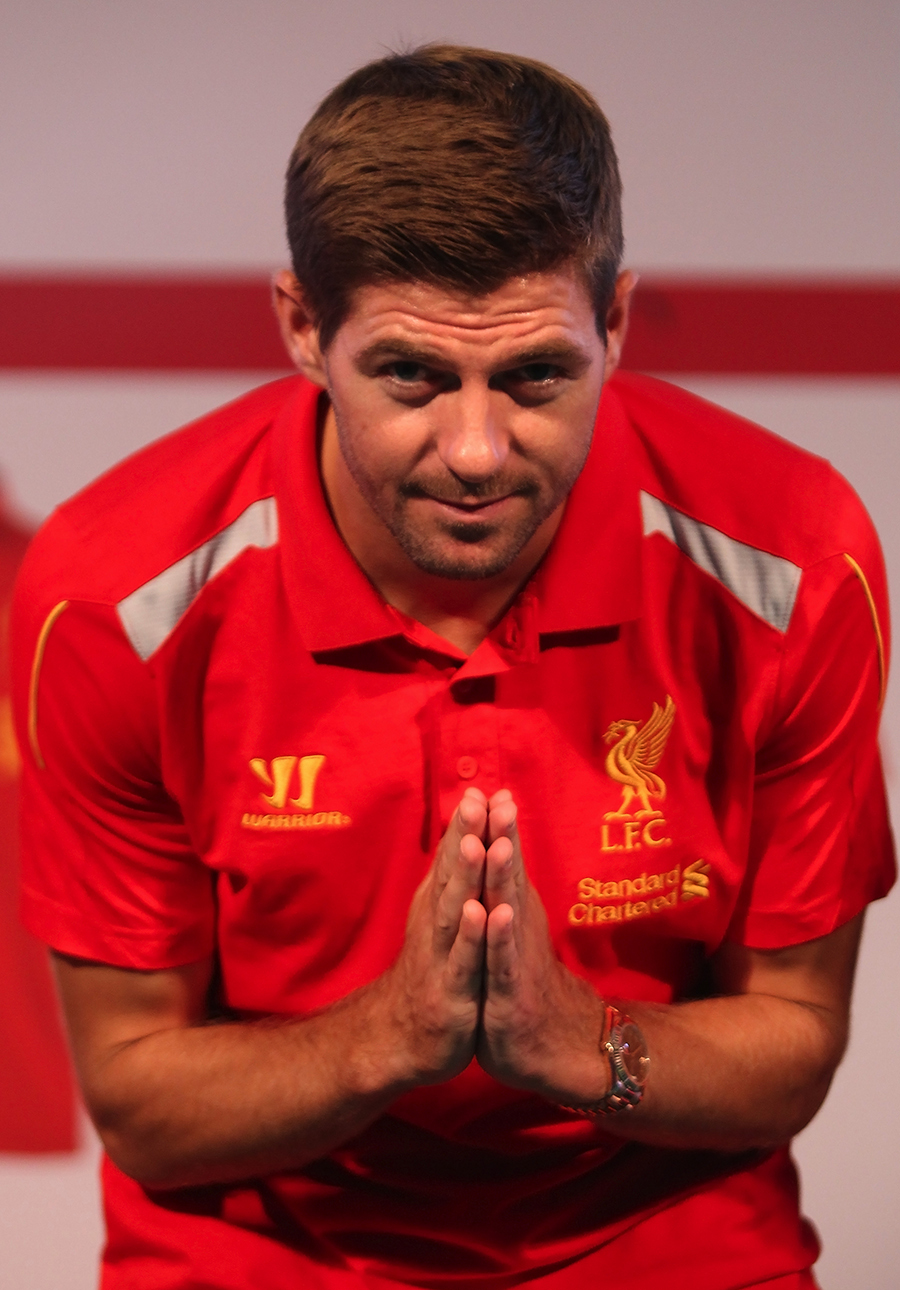
ستيفن جيرارد يؤدي التحية التايلندية

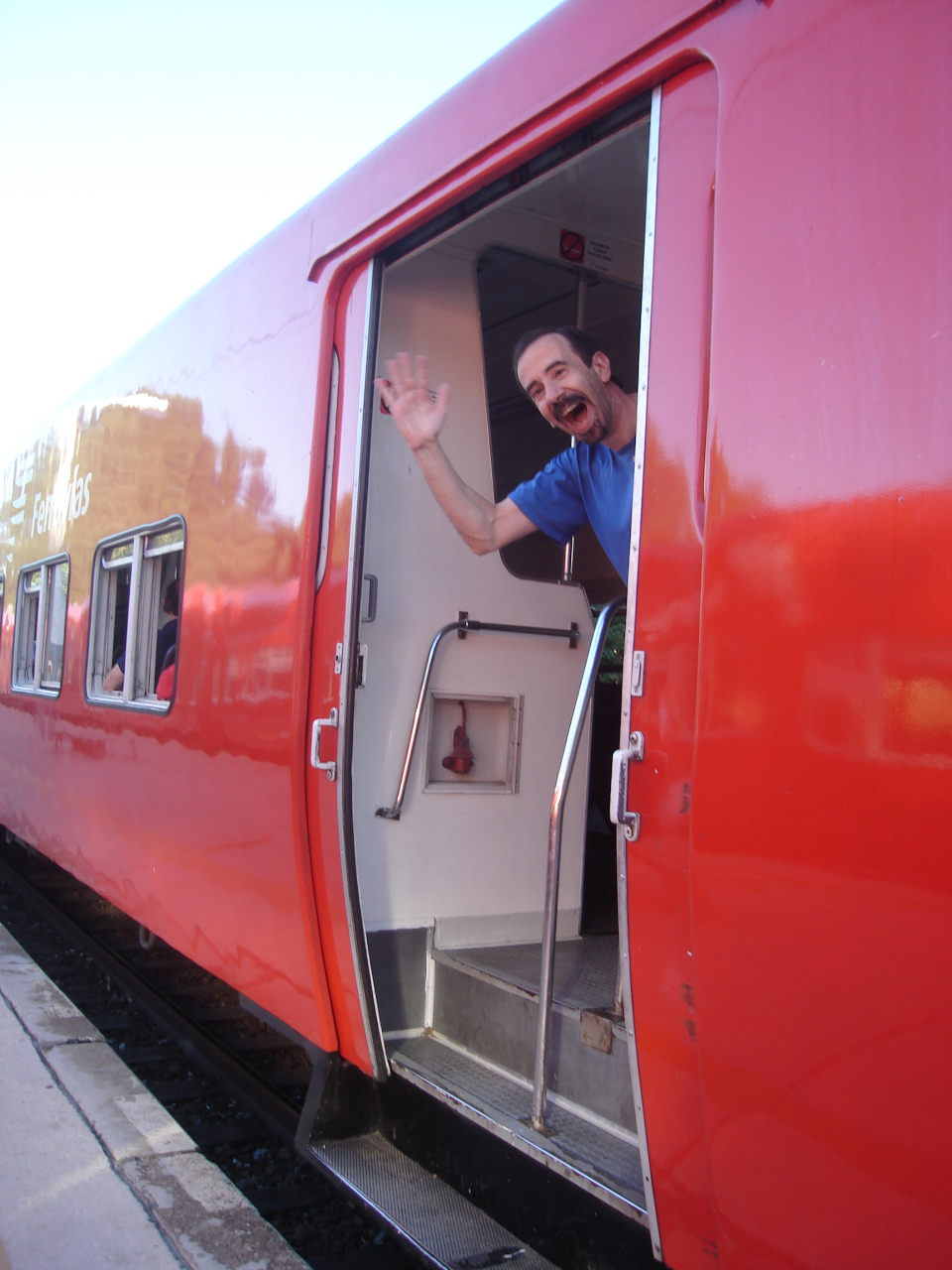
تلويح اليد

- أدب
- الانحناء
- تقبيل الخد
- ضربة قبضة
- تقبيل اليد
- مصافحة
- رفع القبعة
- عناق
- ناماستي
- تحية عسكرية